# Star Ocean: The Last Hope
Pour les articles homonymes, voir Star Ocean.
Star Ocean: The Last Hope (スターオーシャン4, Sutā Ōshan 4) est un jeu vidéo développé par tri-Ace et édité par Square Enix. Il s’agit d’un jeu de rôle sorti sur Xbox 360 et PlayStation 3. Un portage PlayStation 4 et Windows est annoncé en 2017.
Il constitue le quatrième épisode de la série Star Ocean.
Ce volet est davantage orienté vers la science-fiction que les épisodes précédents : le joueur contrôle un vaisseau spatial, avec lequel il peut voyager sur au moins cinq planètes différentes.

## Synopsis
L'histoire se déroule dans un avenir lointain, où la planète est ravagée par une troisième guerre mondiale qui a dévasté la Terre. Acteur et victime de ce chaos, l'espèce humaine projette donc un voyage dans l'océan stellaire pour y trouver une planète vivable. Edge Maverick et Reimi Saionji arrivent alors sur la planète Aeos, sans se douter qu'en réalité, nous ne sommes pas seuls dans l'univers…

## Système de jeu
Le magazine japonais Famitsu a révélé que le système de combat permettrait de gérer une équipe de quatre personnages.
Les combats sont en temps réel, un personnage est dirigé par le joueur et les trois autres par une intelligence artificielle dont les tactiques de combats peuvent être choisies. Le personnage jouable peut être changé à tout moments même lors des phases de combats.